# Hans van Breukelen
Johannes Franciscus van Breukelen ou simplesmente conhecido como Hans van Breukelen (Utrecht, 4 de outubro de 1956), foi um guarda-redes do PSV Eindhoven e da Selecção Holandesa de Futebol na década de 1980.

## Carreira
Iniciou-se no FC Utrecht em março de 1977 e tornou-se na primeira escolha para a baliza daquele clube na época de 1978/79. Devido às suas exibições foi chamado à seleção nacional, fazendo a sua estreia contra a RFA em 11 de outubro de 1980. Dois anos mais tarde, em setembro de 1982, foi contratado pelo Nottingham Forest por £200.000, substituindo Peter Shilton. Teve uma grave lesão durante quatro meses mas ajudaria o Nottingham Forest a manter-se invencivel durante nove jogos seguidos facto que, nessa época, levaria o clube a atingir um lugar na Taça UEFA. O clube viria a atingir as meias finais daquela competição, sendo afastado pelo Anderlecht.
Depois de duas épocas em Inglaterra, Van Breukelen voltou à Holanda e ao PSV Eindhoven. Foi campeão nacional do seu país quatro épocas consecutivas (1986–1989). 1988 foi um ano de glória para Van Breukelen e para o PSV Eindhoven, com a conquista da Taça dos Clubes Campeões Europeus, derrotando o Benfica na final, disputada no Neckerstadion em Estugarda, através da marcação de grandes penalidades. Van Breukelen viria a ser o homem do jogo, defendendo a última grande penalidade, marcada pelo defesa português António Veloso. Nesse ano, o PSV Eindhoven era uma equipa recheada de talentos, como Eric Gerets, Ronald Koeman, Soren Lerby, Gerald Vanenburg ou Wim Kieft, sob o comando de Guus Hiddink.

## Seleção
Van Breukelen viria ainda a ajudar a Holanda a conquistar o Campeonato Europeu de Futebol pela primeira vez, derrotando na final a então União Soviética por 2–0.
Van Breukelen jogou ainda no Campeonato Mundial de 1990 e no Campeonato Europeu de Futebol de 1992 no qual a Holanda viria a ser derrotada pela Dinamarca nas meias-finais da competição. 
Foi o 73º e último jogo de Van Breukelen pela sua selecção. Conquistaria ainda mais dois títulos (em 1991 e 1992) pelo PSV Eindhoven e retirou-se após a época de 1993/94.